# Cambridge (Massachusetts)
Cambridge – miasto w Stanach Zjednoczonych, we wschodniej części stanu Massachusetts, w hrabstwie Middlesex, położone na północnym brzegu rzeki Charles, w bezpośrednim sąsiedztwie Bostonu. W 2020 roku miasto zamieszkane było przez 118 403 osoby.

## Historia
Miejscowość otrzymała prawa miejskie w 1636 roku, pod nazwą New Towne. 10 lat później nazwę miasta zmieniono na Cambridge, na cześć miasta w Anglii o tej samej nazwie. Cambridge jest ważnym ośrodkiem naukowym: znajdują się tutaj Uniwersytet Harvarda (założony w 1636) oraz Massachusetts Institute of Technology (założony w 1861). W Cambridge powstała pierwsza amerykańska drukarnia (założona w 1639). Miasto słynie z zabytków architektury z XVIII i XIX wieku.

## Szkolnictwo
Cambridge jest znane jako centrum akademickie i intelektualne ze względu na uczelnie zlokalizowane w tym mieście.
- Uniwersytet Harvarda
- Massachusetts Institute of Technology
- Hult International Business School(inne języki)
- Cambridge College(inne języki)
- Lesley University(inne języki)
- Longy School of Music of Bard College(inne języki)
- Episcopal Divinity School at Union(inne języki)
- Cambridge School of Culinary Arts(inne języki)

Co najmniej 129 z 780 laureatów Nagrody Nobla było, w pewnym momencie ich kariery, związanych z uczelniami w Cambridge. Ma tutaj swoją siedzibę Amerykańska Akademia Sztuk i Nauk.

## Gospodarka
W mieście rozwinął się przemysł aparatury naukowej, poligraficzny oraz elektrotechniczny.

## Religia
- parafia św. Jadwigi

## Miasta partnerskie
- Cambridge (Wielka Brytania)
- Coimbra (Portugalia)
- Cienfuegos (Kuba)
- Gaeta (Włochy)
- Galway (Irlandia)
- Erywań (Armenia)

## Galeria

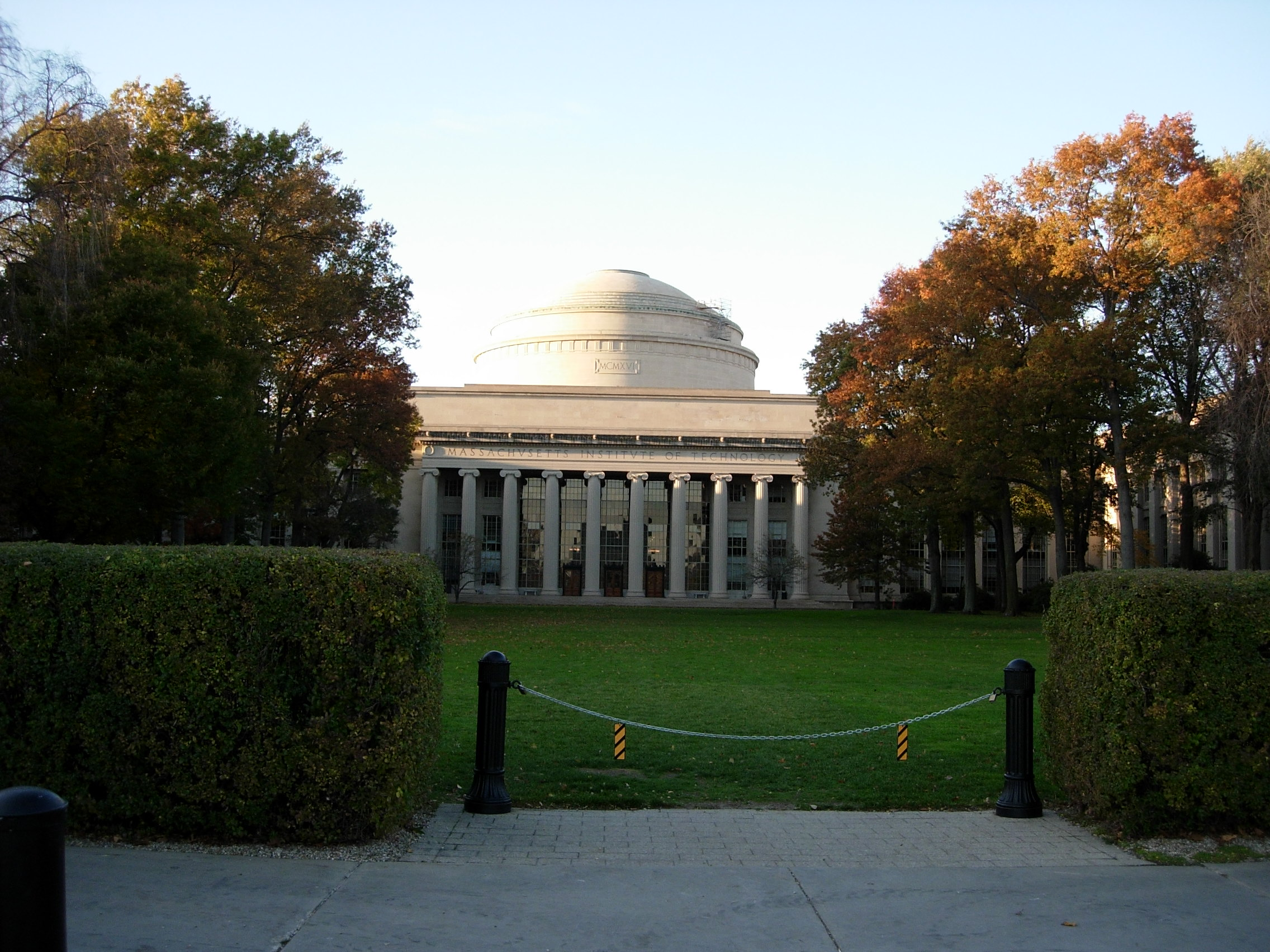
Instytut Techniczny Massachusetts
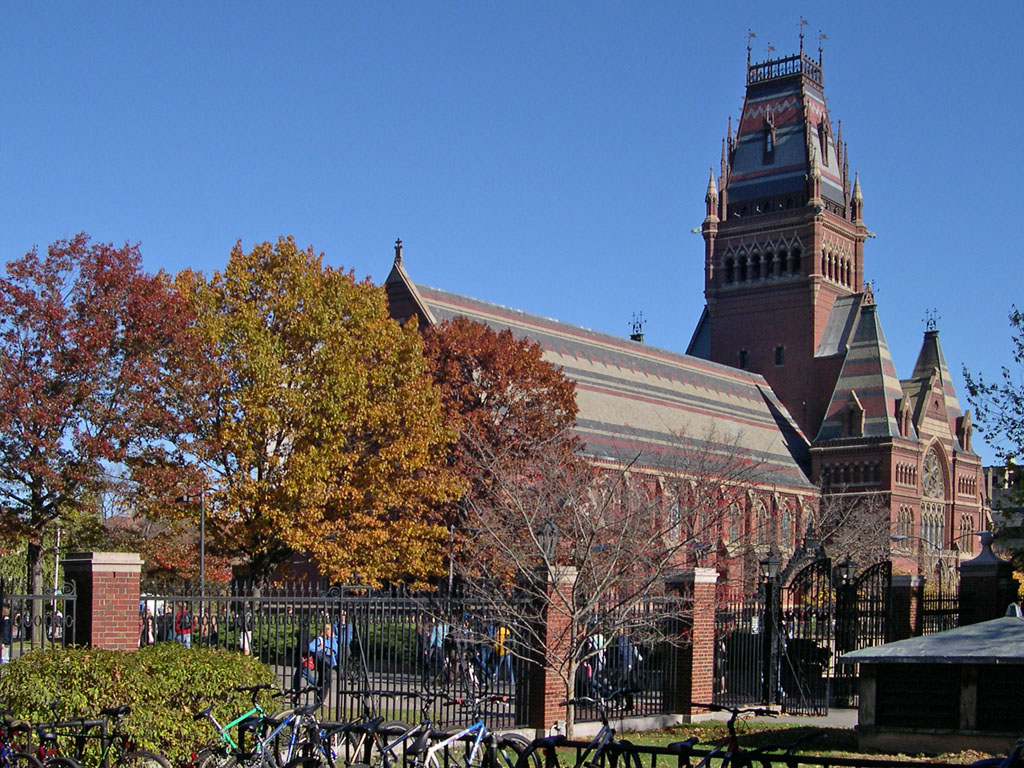
Uniwersytet Harvarda